# Das Schwarze Korps
Das Schwarze Korps (рус. «Чёрный корпус») — официальный печатный орган СС.
Газета выходила еженедельно по средам, распространялась бесплатно. Выпускалась «Издательством Франца Эера». Главным редактором был штандартенфюрер СС Гунтер Д’Алкен (1 марта 1935 года — 8 мая 1945 года). Каждый эсэсовец был обязан её читать и обеспечивать её распространение.
Первый номер вышел 6 марта 1935 года тиражом 70 тысяч экземпляров. К ноябрю того же года тираж достиг 200 тысяч, а в 1944 году составлял 750 тысяч экземпляров. Последний номер вышел 29 марта 1945 года.
Идеологически газета содержала множество статей, разжигающих ненависть к масонам и евреям.